# Nahima
Nahima est un prénom féminin.

## Sens et origine du prénom
- Prénom féminin d'origine nord-amérindienne[1].
- Prénom qui signifierait « mystique » en sioux. Il s'agit sans doute d'une mauvaise traduction du mot Dakota Sioux qui signifie « secret » pas dans une dimension mystique, mais plus dans celle d'un espion.
- À ne pas confondre avec le prénom d'origine hébraïque Neima qui signifie « une mélodie » et ses autres variantes : Naima, Neoma, Neema...

## Prénom de personnes célèbres et fréquence
- Nahima Lanjri (née en 1968), sénatrice belge néerlandophone du CD&V (Législature 2007-2011).
- Prénom aujourd'hui peu usité aux États-Unis[2].
- Prénom donné pour la première fois en France en 1957, et dont l'occurrence demeure faible, de moins d'une dizaine à une trentaine par an maximum depuis cette date[3].